# Sapieha
Sapieha ist ein polnischer und litauischer Familienname.

## Namensträger
- Adam Stefan Sapieha (1867–1951), Erzbischof von Krakau, Kardinal
- Eustachy Sapieha (1881–1963), polnischer Politiker, Sejmabgeordneter und Außenminister (1920–1921)
- Jan Sapieha (1675–1730), Großhetman von Litauen, Feldmarschall Russlands
- Jan Fryderyk Sapieha (1680–1751), Großhetman von Litauen
- Jan Kazimierz Sapieha der Ältere († 1720), Großhetman von Litauen, Wojewode von Wilna
- Katarzyna Ludwika Sapieha (1718–1779), Fürstin, geheim vermählte von Lilienhoff, regierende Herrin zu Rawicz und der Minderherrschaft Freihan
- Kazimierz Lew Sapieha (1609–1656), Marschall der Krone
- Jan Kazimierz Sapieha der Jüngere (1675–1730), Großhetman von Litauen, Feldmarschall Russlands, siehe Jan Sapieha
- Jan Kazimierz Sapieha der Ältere († 1720), Großhetman von Litauen, Wojewode von Vilnius
- Kazimierz Nestor Sapieha (1757–1798), politischer Aktivist, General der litauischen Artillerie
- Leon Sapieha (1802–1878), Vorsitzender des galizischen Parlaments
- Lew Sapieha (1557–1633), Großkanzler und Großhetman Litauens
- Michał Franciszek Sapieha (1670–1700), litauischer Magister equitum, General der litauischen Artillerie
- Michael Franz Joseph von Sapieha (1670–1738), königlich polnischer Senator und polnisch-sächsischer General der Kavallerie
- Paweł Sapieha (Politiker) (1860–1934), galizischer Politiker
- Paweł Franciszek Sapieha (1656–1715), Bischof von Samogitia
- Paweł Jan Sapieha (1609–1665), Woiwode von Vilnius, Großer Hetman von Litauen
- Paweł Stefan Sapieha (1565–1635), Litauische Vizekanzler